# Acritus italicus
Acritus italicus är en skalbaggsart som beskrevs av Edmund Reitter 1904. Acritus italicus ingår i släktet Acritus och familjen stumpbaggar. Inga underarter finns listade i Catalogue of Life.